# Pontes E Lacerda (flygplats i Brasilien)
Pontes E Lacerda är en flygplats i Brasilien.   Den ligger i kommunen Comodoro och delstaten Mato Grosso, i den centrala delen av landet, 1 300 km väster om huvudstaden Brasília. Pontes E Lacerda ligger 436 meter över havet.
Terrängen runt Pontes E Lacerda är huvudsakligen platt, men åt sydost är den kuperad. Trakten runt Pontes E Lacerda är nära nog obefolkad, med mindre än två invånare per kvadratkilometer.. Det finns inga samhällen i närheten.
I omgivningarna runt Pontes E Lacerda växer i huvudsak städsegrön lövskog.